# 柘溪水电站

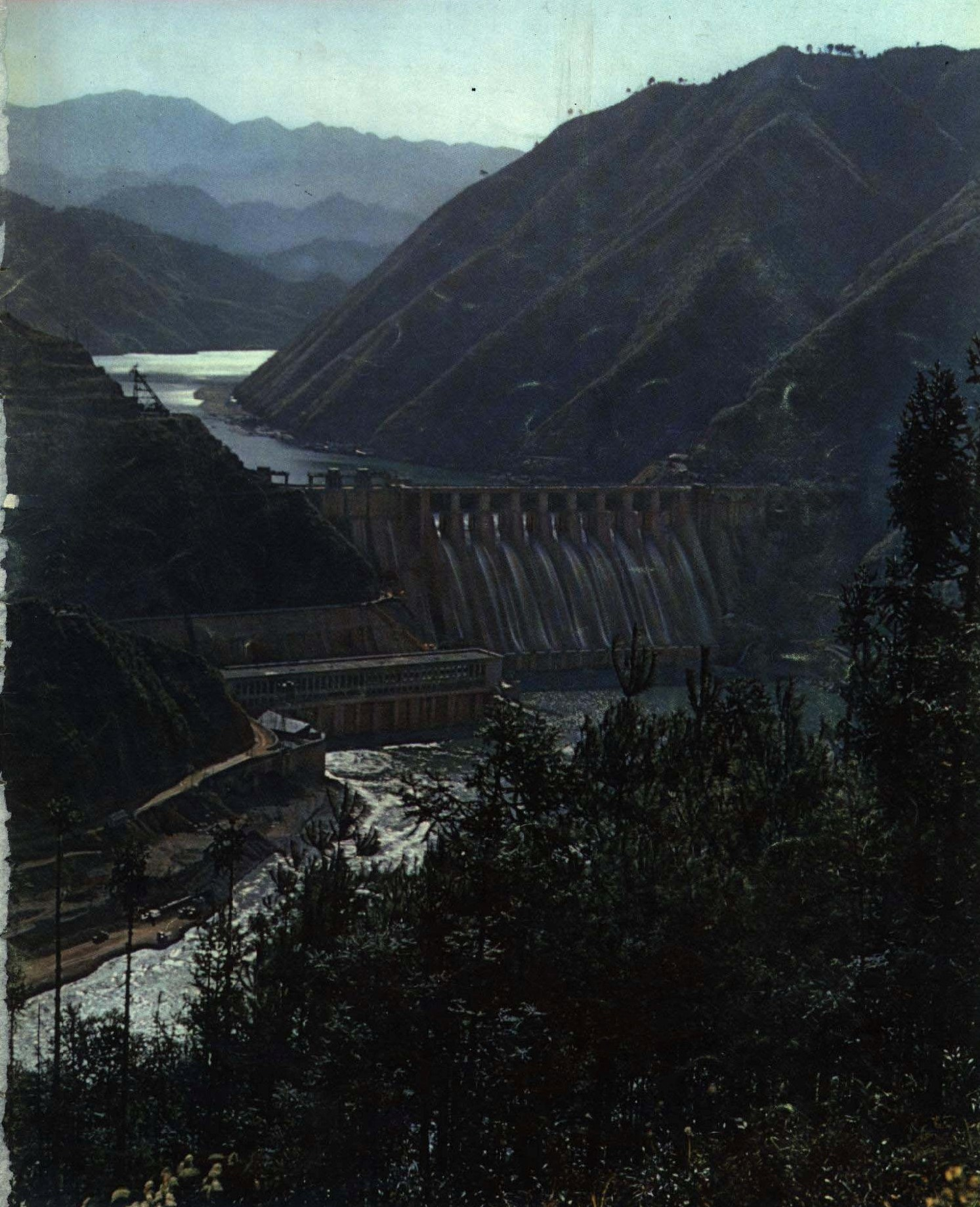
1965年湖南省柘溪水电站

柘溪水电站，修建于湖南省安化县境内的资水干流，1958年7月开工建设，为混凝土单支墩大头坝，坝高104m，坝顶高程174m，全长330m。建设6台水电机组，总装机容量44.7万kW。1962年1月首台机组发电，1975年7月全部竣工，为湖南省最早建成的大型水电站。2005年启动扩建工程，主要是增加2台25万kW水电机组，2008年扩建工程完工，扩建后的总装机容量达到100万kW，年发电量27.31亿度。整个电站由拦河大坝、电站厂房及通航建筑物组成，以发电为主，兼有防洪、航运等效益。